# Conquests of the Longbow: The Legend of Robin Hood
Conquests of the Longbow: The Legend of Robin Hood è un'avventura grafica sviluppata e pubblicata dalla Sierra On-Line nel 1992 per i sistemi MS-DOS e Amiga. Questo fu il secondo (e ultimo) capitolo della serie Conquests sviluppata da Christy Marx e da Peter Ledger. L'unico altro titolo della serie è Conquests of Camelot: The Search for the Grail  pubblicato nel 1989.